# I...Do
《I...Do》是新加坡歌手阿杜的第四张专辑，于2005年11月25日发行。

## 曲目
1. I...Do
2. 下雪
3. 睡不着
4. 一天天一点点
5. 有你才完整
6. 西出阳关
7. 抬起头
8. 如果你爱我 是因为我爱你
9. 相信我可以
10. 这首歌是谁写的